# Строение Земли

Земля в разрезе. Левая картинка не в масштабе.

Земля имеет форму почти шарообразного эллипсоида вращения (экваториальный диаметр — 12 754 км, а полярный — около 12 712 км) и состоит из нескольких оболочек, выделенных по химическим или реологическим свойствам. В центре расположено внутреннее ядро с радиусом около 1250 км, которое в основном состоит из железа и никеля. Далее идёт внешнее ядро (состоящее в основном из железа) с толщиной около 2200 км. Над ним лежат 2900 км вязкой мантии, состоящей из силикатов и оксидов, а ещё выше — довольно тонкая твёрдая кора. Она тоже состоит из силикатов и оксидов, но обогащена элементами, которые не встречаются в мантийных породах. Представления о внутреннем строении Земли основываются на топографических, батиметрических и гравиметрических данных, наблюдениях горных пород в обнажениях, образцах, поднятых на поверхность с больших глубин в результате вулканической активности, анализе сейсмических волн, которые проходят сквозь Землю, и экспериментах с кристаллическими твёрдыми телами при давлениях и температурах, характерных для глубоких недр Земли.

## История
Ещё древние мыслители выдвигали разные предположения о строении Земли, но до того, как теория о шарообразности Земли стала общепринятой, адекватных предположений, соответствующих современным взглядам, практически не было. Когда начала изучаться сила гравитации Земли, эти знания стали почвой для расчета её массы, а также оценки объёма планеты и её средней плотности. Астрономы также могут рассчитать массу Земли по её орбите и влиянию на близлежащие планетарные тела. Исследования твёрдой части Земли, водоёмов и атмосферы позволяют оценить массу, объём и плотность горных пород на определённой глубине, так что остальная масса должна находиться в более глубоких слоях.

Иллюстрация гипотезы Галлея

В 1692 году Эдмунд Галлей (в статье, напечатанной в Философских трудах Королевского общества в Лондоне), выдвинул идею о полой Земле, состоящей из полого корпуса около 500 миль толщиной, с двумя внутренними концентрическими оболочками вокруг внутреннего ядра, соответствующего диаметрам планет Венеры, Марса и Меркурия соответственно. Научные данные, независимо полученные геофизикой, геодезией, астрономией и химией, в XIX веке (а частично — еще в XVIII веке) полностью опровергли гипотезу полой Земли. Тем не менее версии о полой Земле со своим внутренними миром, были популярны аж до конца XIX столетия, что отразилось в романах «Путешествие к центру Земли», «Плутония» и других.
До начала XX века учёные в основном обсуждали происхождение, строение и физику земной коры. В этом плане споры шли между сторонниками фиксизма и мобилизма. Более современные исследования отвергли фиксизм, а теория мобилизма сейчас практически общепринятая. В дальнейшем (например в начале XX века) тоже выдвигались гипотезы, которые были популярны, но со временем были опровергнуты. Например, предполагалось существование оливинового пояса, что в дальнейшем не нашло подтверждения.

## Строение
Недра Земли можно делить на слои по их механическим (в частности реологическим) или химическим свойствам. По механическим свойствам выделяют литосферу, астеносферу, верхнюю мезосферу,  нижнюю мезосферу, внешнее ядро и внутреннее ядро. По химическим свойствам Землю можно разделить на земную кору, верхнюю мантию, нижнюю мантию, внешнее ядро и внутреннее ядро.

Схематическое изображение внутреннего строения Земли:
1 — континентальная кора;
2 — океаническая кора;
3 — верхняя мантия;
4 — нижняя мантия;
5 — внешнее ядро;
6 — внутреннее ядро;
А — поверхность Мохоровичича;
B — граница Гутенберга;
C — разрыв Леманн-Буллен

Геологические слои Земли находятся на следующих глубинах под поверхностью:
| Глубина   | Глубина   | Слой                                        |
| Километры | Мили      | Слой                                        |
| --------- | --------- | ------------------------------------------- |
| 0—60      | 0—37      | Литосфера (глубина разнится от 5 до 200 км) |
| 0—35      | 0—22      | Кора (глубина разнится от 5 до 70 км)       |
| 35—60     | 22—37     | Верхняя часть мантии                        |
| 35—2890   | 22—1790   | Мантия                                      |
| 100—200   | 62—125    | Астеносфера                                 |
| 35—660    | 22—410    | Верхняя мезосфера (верхняя мантия)          |
| 660—2890  | 410—1790  | Нижняя мезосфера (нижняя мантия)            |
| 2890—5150 | 1790—3160 | Внешнее ядро                                |
| 5150—6371 | 3160—3954 | Внутреннее ядро                             |

Слои Земли были определены косвенно с помощью измерения времени распространения преломлённых и отражённых сейсмических волн, созданных землетрясениями. Ядро не пропускает поперечные волны, а скорость распространения волн отличается в разных слоях. Изменения в скорости сейсмических волн между различными слоями вызывает их преломление благодаря закону Снелла.

### Ядро
Средняя плотность Земли 5515 кг/м3. Поскольку средняя плотность вещества поверхности составляет всего лишь около 3000 кг/м3, мы должны заключить, что плотные вещества существуют в ядре Земли. Ещё одно доказательство высокой плотности ядра основано на сейсмологических данных. Следует учитывать и уплотнение вещества давлением. Имеются данные лабораторных исследований с выводом об изменениях плотности веществ более плотной упаковкой атомов, например, железо уже при 1 млн атмосфер уплотняется примерно на 30%. "...Плотность верхней мантии начиная от значения 3,2 г/см3 на поверхности постепенно возрастает с глубиной вследствие сжатия её вещества... В нижней мантии существенных перестроек в кристаллическом строении вещества больше не происходит, поскольку все окислы в этой геосфере уже находятся в состоянии предельно плотной упаковки атомов и сжатие мантийного вещества происходит только благодаря сжатию самих атомов."
Сейсмические измерения показывают, что ядро делится на две части — твёрдое внутреннее ядро радиусом ~1220 км и жидкое внешнее ядро радиусом ~3400 км.

### Мантия
Мантия Земли простирается до глубины 2890 км. Давление в нижней мантии составляет около 140 ГПа (1,4·106 атм). Мантия состоит из силикатных пород, богатых железом и магнием по отношению к вышележащей коре. Высокие температуры в мантии делают силикатный материал достаточно пластичным, чтобы могла существовать конвекция вещества в мантии, выходящего на поверхность через разломы в тектонических плитах. Плавление и вязкость вещества зависят от давления и химических изменений в мантии. Вязкость мантии разнится от 1021 до 1024 Па·с в зависимости от глубины. Для сравнения, вязкость воды составляет около 10−3 Па·с, а песка — 107 Па·с.

### Кора
Толщина земной коры разнится от 5 до 70 км в глубину от поверхности. Самые тонкие части океанической коры, которые лежат в основе океанических бассейнов (5—10 км), состоят из плотной (мафической) железо-магниевой силикатной породы, такой как базальт.
Ниже коры находится мантия, которая отличается составом и физическими свойствами — она более плотная, содержит в основном тугоплавкие элементы.